# Matilda Gross
Matilda Gross (* 2009) ist eine schwedische Kinderdarstellerin.

## Leben und Karriere
Gross wurde im Jahr 2009 geboren. Sie hat die Hauptrolle in Matilda the Musical an der Malmöer Oper gespielt. Außerdem war sie in Sound of Music am Nöjesteatern 2017 und 2021 an der Malmöer Oper zu sehen. Unter anderem spielte sie in den Filmen Nelly Rapp – Monsteragent und Nelly Rapp – Dödens spegel die Hauptrolle. Ihre nächste Hauptrolle bekam sie 2023 in der Serie Trolltider – legenden om bergatrollet. 2024 trat Gross in Jana – Märkta för livet auf.

## Filmografie
- 2020: Nelly Rapp – Monsteragent
- 2023: Nelly Rapp – Dödens spegel
- 2023: Trolltider – legenden om bergatrollet (Fernsehserie)
- 2024: Jana – Märkta för livet (Fernsehserie)